# Dylan Flores
Dylan Armando Flores Knowles (San José, 30 de mayo de 1993). Es un futbolista costarricense que juega como mediocentro ofensivo y actualmente milita en el Deportivo Marquense   de la Liga Nacional de Guatemala 

## Trayectoria
El jugador ha tenido ofrecimientos de España, Francia y además realizó pasantías en México e Inglaterra.
Flores hizo pasantías en las inferiores de Chivas de Guadalajara y el Manchester City. Mientras que Le Havre de Francia y el Real Betis español le guiñaron al volante creativo.

## Clubes
| Club                          | País       | Año         |
| ----------------------------- | ---------- | ----------- |
| Generación Saprissa           | Costa Rica | 2013 - 2014 |
| Uruguay de Coronado           | Costa Rica | 2014 - 2015 |
| Deportivo Saprissa            | Costa Rica | 2015 - 2016 |
| CD Tondela                    | Portugal   | 2016 - 2017 |
| Club Sport Cartaginés         | Costa Rica | 2017 - 2018 |
| Liga Deportiva Alajuelense    | Costa Rica | 2018        |
| CSM Politehnica Iași          | Rumania    | 2018 - 2019 |
| ACS Sepsi OSK Sfântu Gheorghe | Rumania    | 2019 - 2020 |
| Liga Deportiva Alajuelense    | Costa Rica | 2020 - 2021 |
| CSM Politehnica Iași          | Rumania    | 2021 - 2021 |
| Club Sport Cartaginés         | Costa Rica | 2021 - Act  |

## Palmarés

### Títulos nacionales
| Título                         | Club               | País       | Año  |
| ------------------------------ | ------------------ | ---------- | ---- |
| Primera División de Costa Rica | Deportivo Saprissa | Costa Rica | 2014 |
| Primera División de Costa Rica | Deportivo Saprissa | Costa Rica | 2015 |
| Primera División de Costa Rica | L. D. Alajuelense  | Costa Rica | 2020 |
| Primera División de Costa Rica | C. S. Cartaginés   | Costa Rica | 2022 |
| Torneo de Copa de Costa Rica   | C. S. Cartaginés   | Costa Rica | 2022 |

### Títulos internacionales
| Título        | Equipo            | Sede     | Año  |
| ------------- | ----------------- | -------- | ---- |
| Liga Concacaf | L. D. Alajuelense | Alajuela | 2020 |

### Distinciones individuales
| Distinción                                                              | Año  |
| ----------------------------------------------------------------------- | ---- |
| Mejor gol de la Primera División de Costa Rica del Torneo Apertura 2022 | 2023 |